# Icod de los Vinos
Icod de los Vinos est une commune de la province de Santa Cruz de Tenerife dans la communauté autonome des Îles Canaries en Espagne. Elle est située au nord-ouest de l'île de Tenerife.

## Géographie

### Localisation

Localisation de l'île de Tenerife dans les Îles Canaries.
Localisation d'Icod de los Vinos dans l'île de Tenerife.

|           | Océan Atlantique  |            |
| Garachico | Icod de los Vinos | La Guancha |
|           | La Orotava        |            |

## Démographie
| Année | Population | Densité    |
| ----- | ---------- | ---------- |
| 1991  | 21.445     | 223,6/km²  |
| 1996  | 21.364     | 222,8/km²  |
| 2001  | 21.748     | 226,5/km²  |
| 2002  | 21.803     | 227,4/km²  |
| 2003  | 22.358     | 233,1/km²  |
| 2004  | 24.023     | 250,45/km² |
| 2005  | 24.290     | 253,3/km²  |
| 2006  | 24.179     | 252,1/km²  |
| 2007  | 24.091     | 251,2/km²  |
| 2009  | 24024      | 250,48/km² |

## Patrimoine

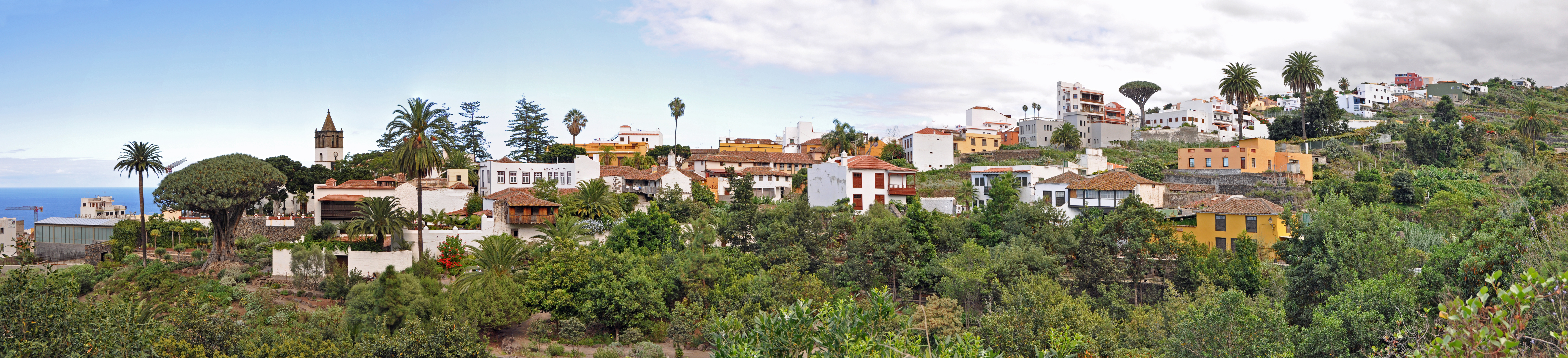
Vue générale d'Icod de los Vinos

- Le dragonnier des Canaries le plus imposant de Tenerife nommé El Drago milenario (le dragonnier millénaire). Des études récentes ont toutefois démontré que son âge réel ne serait que de 400 ans.
- Église San Marcos dans laquelle on peut admirer une croix de 2 m de haut et pesant 47 kg réalisée en argent du Mexique.
- Cueva del Viento la plus grande grotte volcanique de l'Union européenne.

Le Dragon millénaire
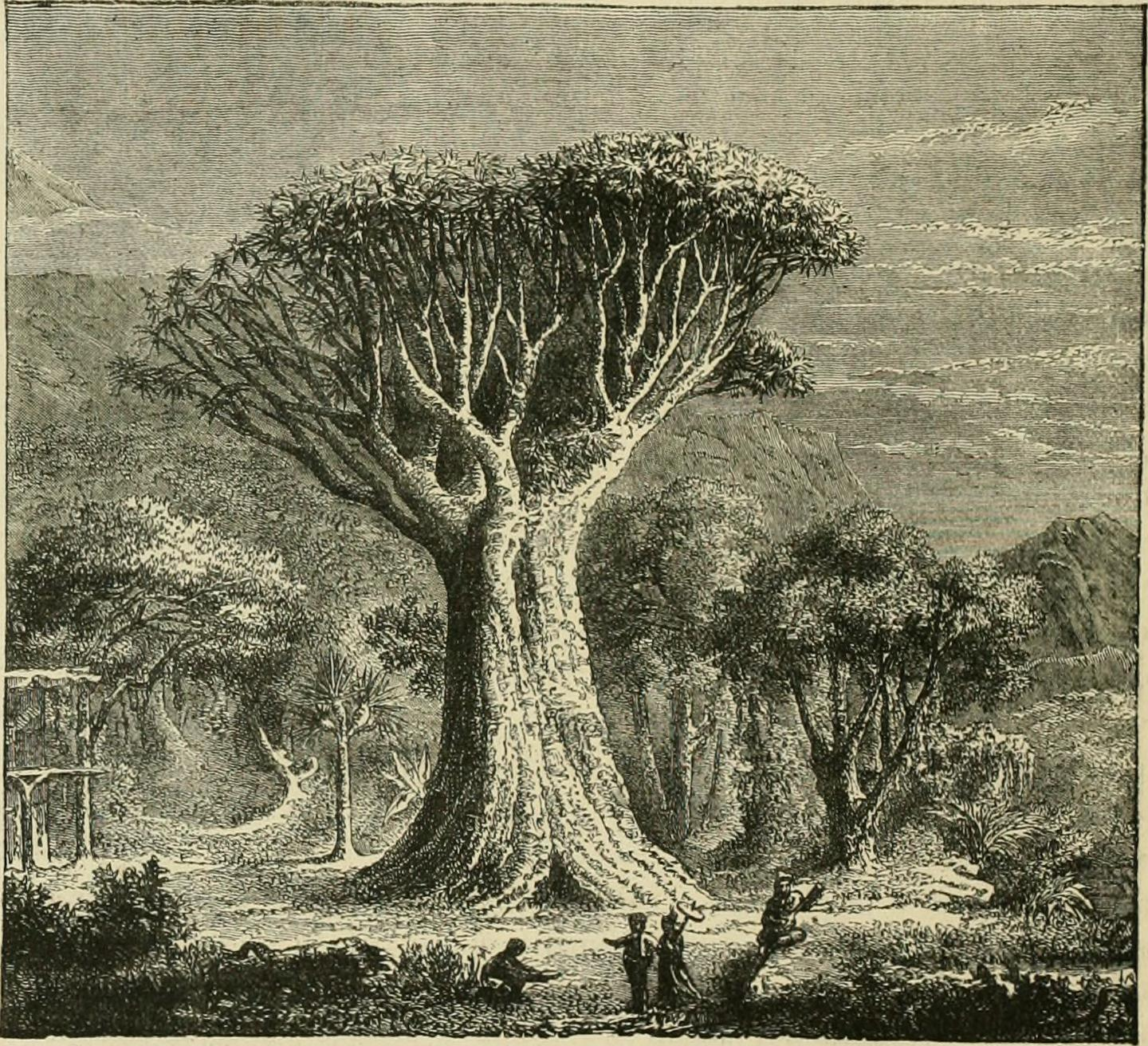
Dracona of Icod, in Tenerife in Africa and its Inhabitants (1876).
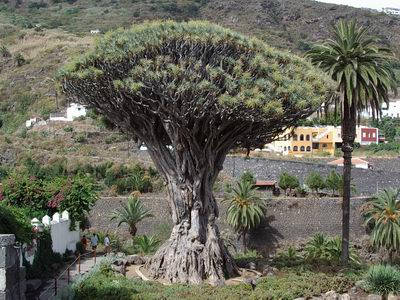
El Drago milenario.
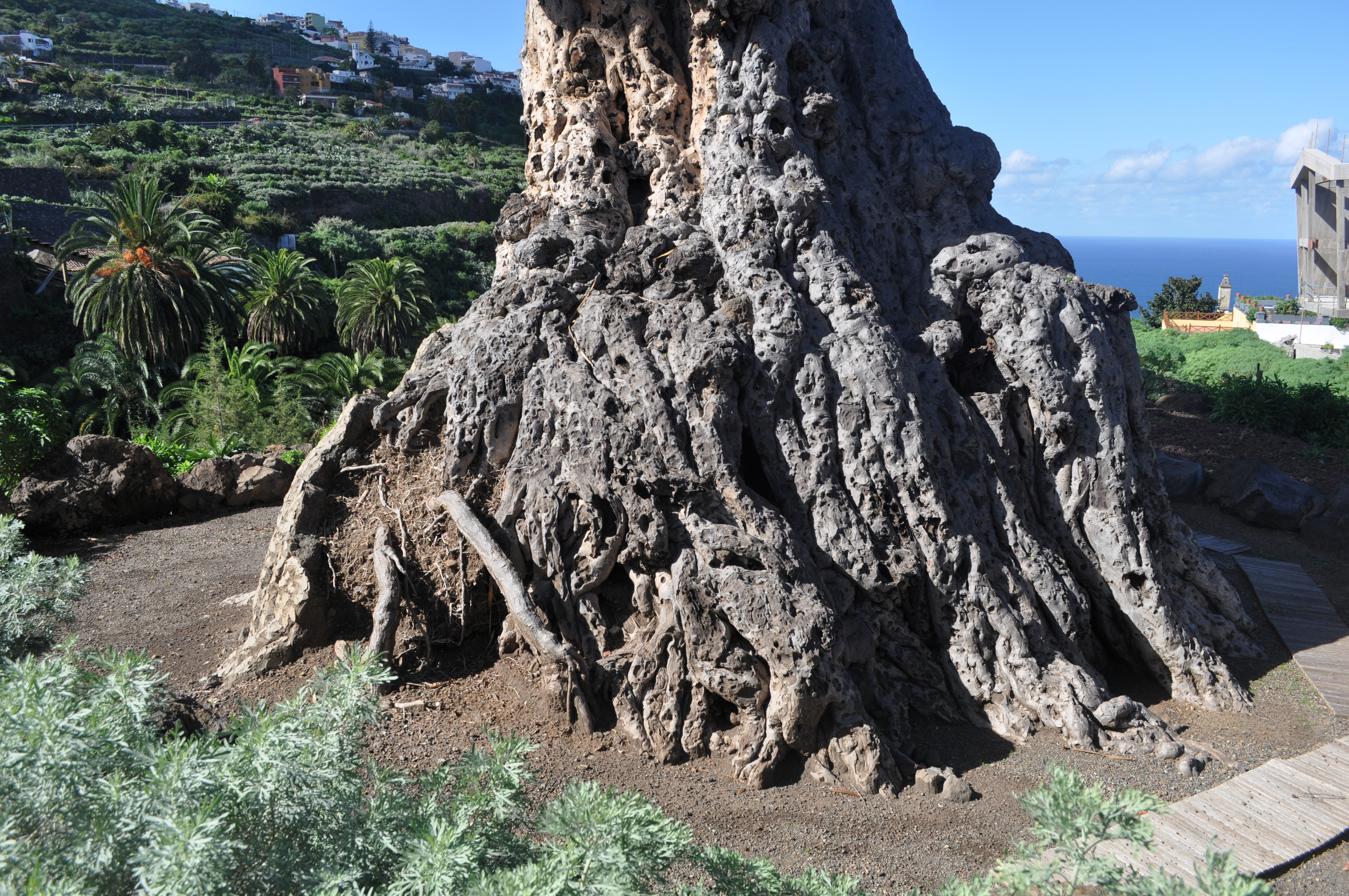
Le pied de l'arbre.